# Rai Isoradio
Rai IsoRadio (Eigenschreibweise: Rai isoradio) ist ein italienischer Radiosender, der hauptsächlich Verkehrsmeldungen (genannt Onda Verde, in Zusammenarbeit mit der Centro di coordinamento informazioni sulla sicurezza stradale (CCISS)), Wettervorhersagen, Ansprachen von öffentlichen und staatlichen Organisationen, Bahninformationen der Ferrovie dello Stato, Nachrichtensendungen der Nachrichtenmagazine GR1, TG1 und TG3 und Musik sendet. In Zusammenarbeit mit der Autostrade per l’Italia und der Autostrada dei Fiori werden große Teile der italienischen Autobahnen auch mit einem UKW-Signal versorgt (hauptsächlich auf 103,3 MHz).
Nachts übernahm IsoRadio von 1989 bis 2010 das Programm von Rai Radio 1, seit dem 1. April 2010 wurde im Zuge einer Erweiterung, bei der mehr redaktionelle Inhalte, unterhaltende Inhalte und Musikinhalte von italienischen Newcomern in das Programm aufgenommen wurden die Sendezeit auf 24 Stunden ausgeweitet. Davor sendete Isoradio von 5:30 bis 0:30 Uhr, zu besonderen Anlässen wurde die Sendezeit allerdings ausgeweitet. Bis Mitte Mai 2008 wurde das Programm auch auf der Mittelwellenfrequenz 846 kHz über den inzwischen abgerissenen Sender Santa Palomba im DRM-Modus verbreitet.